# Desmetilación
La desmetilación es una reacción química caracterizada por la eliminación de un grupo metilo (-CH3) de una molécula. En los sistemas bioquímicos, el proceso de desmetilación a menudo es catalizado por una enzima, como es el caso de la familia de enzimas del hígado citocromo P450.
Las proteínas son también desmetiladas, por lo general en sus residuos lisina. A menudo ocurre por la oxidación de un sustituyente metilo convirtiéndolo en un grupo metileno (=CH2), el cual puede luego ser hidrolizado para formar una formaldehído (H2C=O).